# Oma ist noch besser
Oma ist noch besser ist eine ZDF-Familienserie von Hermann Kugelstadt aus dem Jahr 1965 mit Iska Geri in der Titelrolle. Neben der von Geri gespielten Oma Haberkorn, die ihren 70. Geburtstag in einer Bar feiert, im hohen Alter ihren Führerschein und einen Kurs zur Selbstverteidigung macht, spielen ihre Familienmitglieder tragende Rollen, wozu der Vater (Hans Hardt) und die Mutter (Ilse Petri) sowie deren Kinder Peter (Jochen Genscher) und Inge (Margitta Sonke) gehören. 
Die Ausstrahlung der aus 13 Folgen bestehenden Reihe wurde nach neun Folgen wegen anhaltender Zuschauerproteste abgebrochen, die Programmzeitschrift Hörzu schrieb in ihrer Ausgabe 44/1965: Wie keine andere Sendung des Vorprogramms hat "Oma" eine Flut von Leserbriefen ausgelöst. Bei Kindern ist sie recht beliebt, bei den Erwachsenen gibt es stürmische Proteste. Das Mainzer Fernsehen hat sich entschlossen, die Sendung nach neun Folgen vorzeitig abzusetzen. Der Ausfall der restlichen vier Folgen bedeutet für das ZDF einen Verlust von 240 000 Mark.

## Besetzung
| Schauspieler     | Rolle             | Folgen |
| ---------------- | ----------------- | ------ |
| Iska Geri        | Oma Haberkorn     | 11     |
| Hans Hardt       | Vater Haberkorn   | 11     |
| Ilse Petri       | Mutter Haberkorn  | 11     |
| Jochen Genscher  | Peter Haberkorn   | 11     |
| Margitta Sonke   | Inge Haberkorn    | 11     |
| Ekkehard Fritsch | Herr Schlumberger | 11     |
| Anna-Marie Böhme | Frau Schlumberger | 11     |

## Episoden
| Folge | Titel                       |
| ----- | --------------------------- |
| 1     | Mit 60 fängt das Leben an   |
| 2     | Autofahren müßte man können |
| 3     | Die Verkaufskanone          |
| 4     | Der Herr von der Steuer     |
| 5     | Zurück zur Natur            |
| 6     | Schlechte Zeiten für Diebe  |
| 7     | Das vornehme Haus           |
| 8     | Öfter mal was anderes       |
| 9     | Ein Hobby muß her           |
| 10    | Die Gesundheitskur          |
| 11    | Das Urlaubsgeheimnis        |